# Зелёное (Нестеровский район)
Зелёное (до 1947 — Грюнхаус (нем. Grünhaus)) — посёлок в Нестеровском муниципальном округе Калининградской области.

## География
Находится в юго-восточной части Калининградской области, в зоне хвойно-широколиственных лесов, при автодороге А229, на расстоянии примерно 8 километров (по прямой) к западо-юго-западу от города Нестерова, административного центра района. Абсолютная высота — 50 метров над уровнем моря.

### Часовой пояс
Посёлок Зелёное как и вся Калининградская область, находится в часовой зоне МСК−1. Смещение применяемого времени относительно UTC составляет +2:00.

## История
До 1947 года носил название Грюнхаус (нем. Grünhaus). В период с 2008 по 2018 годы Зелёное входило в состав Илюшинского сельского поселения Нестеровского района, с 2018 по 2022 годы — в состав Нестеровского городского округа.

## Население
| 1910 | 1933 | 1939 | 2002 | 2010 |
| ---- | ---- | ---- | ---- | ---- |
| 296  | ↘212 | ↘202 | ↘23  | ↘16  |

### Национальный состав
Согласно результатам переписи 2002 года, в национальной структуре населения русские составляли 44 %, поляки — 31 %.